# Jean-Paul Rostagni
Jean-Paul Rostagni (Drap, Francia, 14 de enero de 1948) es un exfutbolista francés que se desempeñaba como defensor.

## Equipos
| Equipo                         | País                | Años                | PJ  | Goles |
| ------------------------------ | ------------------- | ------------------- | --- | ----- |
| AS Monaco                      | Mónaco              | 1966-1970           | 124 | 3     |
| FC Girondins de Burdeos        | Francia             | 1970-1971           | 57  | 1     |
| París Saint-Germain            | Francia             | 1971-1972           | 32  | 0     |
| Paris FC                       | Francia             | 1972-1973           | 58  | 3     |
| OGC Niza                       | Francia             | 1973-1975           | 28  | 2     |
| Selección de fútbol de Francia | Francia             | 1969–1973           | 25  | 0     |
| Total en su carrera            | Total en su carrera | Total en su carrera | 324 | 9     |